# Amphiarius
Amphiarius — колишній рід риб родини Арієві ряду сомоподібних. Включав 2 види, які тепер зараховуються до роду Notarius.

## Опис
Загальна довжина представників цього роду коливається від 30 до 45 см. Голова велика, конусоподібна, сплощена зверху. Очі помірного розміру. Вуси короткі. Тулуб витягнутий. Поперек тіла розташовані округлі зубчасті пластинки. Спинний плавець високий з короткою основою. Грудні плавці помірно широкі, з 1 гострим шипом. Жировий плавець маленький. Анальний плавець короткий. Хвостовий плавець витягнутий, короткий, розрізаний.
Забарвлення сірувато-оливкове та жовтувате.

## Спосіб життя
Зустрічаються у солонуватих та прісних водах. Запливають в гирла річок, де вода майже прісна. Віддають перевагу каламутній воді й мулистим ґрунтам. Живляться водними безхребетними та дрібною рибою.
Розмножуються в море на піщаному ложі. Самець охороняє кладку і мальків, при небезпеці забираючи їх у рот.
Є об'єктом місцевого рибальства.

## Розповсюдження
Поширені у північній й східній частинах Південної Америки, зокрема в Амазонці.

## Види
- Amphiarius phrygiatus
- Amphiarius rugispinis